# 阿莉娅克桑德拉·萨斯诺维奇
阿莉娅克桑德拉·阿利亚克桑德拉乌娜·萨斯诺维奇（羅馬化：Aliaksandra Aliaksandraŭna Sasnovich，1994年3月22日—），白俄羅斯女子职业网球运动员，2012年轉職業。她的WTA生涯最高單打排名為第29（2022年9月19日）。她的大满贯女子双打最好成绩是2019年美网的四强。

## 外部連結
- 阿莉娅克桑德拉·萨斯诺维奇的国际女子网球协会官方資料（英文）
- 阿莉娅克桑德拉·萨斯诺维奇的國際網球總會 職業／青少年 官方資料（英文）
- Fed Cup - Player profile - Aliaksandra Sasnovich (BLR) （页面存档备份，存于）